# E38
La ruta europea E38 és una carretera que forma part de la Xarxa de carreteres europees. Comença a Hloukhiv (Ucraïna) i finalitza a Ximkent (Kazakhstan). Té una longitud de 3400 km.
Té una orientació d'est a oest i travesa per les nacions d'Ucraïna, Rússia i Kazakhstan.